# Olympische Sommerspiele 1952/Teilnehmer (Südkorea)
| Gelbes Symbol für Goldmedaillen mit stilisierten Olympischen Ringen | Graues Symbol für Silbermedaillen mit stilisierten Olympischen Ringen | Braundes Symbol für Bronzemedaillen mit stilisierten Olympischen Ringen |
| ------------------------------------------------------------------- | --------------------------------------------------------------------- | ----------------------------------------------------------------------- |
| —                                                                   | —                                                                     | 2                                                                       |

Südkorea nahm an den Olympischen Sommerspielen 1952 in der finnischen Hauptstadt Helsinki mit 19 Sportlern, einer Frau und 18 Männern, an 16 Wettbewerben in 6 Sportarten teil.
Nach 1948 war es die zweite Teilnahme eines südkoreanischen Teams an Olympischen Sommerspielen.

## Medaillengewinner
Mit zwei gewonnenen Bronzemedaillen belegte das südkoreanische Team Platz 37 im Medaillenspiegel.

### Bronze
| Name          | Sportart     | Wettbewerb    |
| ------------- | ------------ | ------------- |
| Gang Jun-ho   | Boxen        | Bantamgewicht |
| Kim Seong-jip | Gewichtheben | Mittelgewicht |

## Teilnehmer nach Sportarten

### Boxen
Fliegengewicht (bis 51 kg)
- Han Soo-an
Runde 1: gegen Helmut Hofmann aus dem Saarland durch technische K. o. in der ersten Runde gewonnen
Runde 2: gegen Sakti Mazumdar aus Indien durch Punktrichterentscheidung gewonnen (3:0)
Viertelfinale: gegen Willie Toweel aus Südafrika durch Punktrichterentscheidung verloren (0:3)

Bantamgewicht (bis 54 kg)
- Gang Jun-ho
Runde 1: Freilos
Runde 2: gegen Fazlollah Nikkhah aus dem Iran durch Punktrichterentscheidung gewonnen (3:0)
Viertelfinale: gegen Davey Moore aus den USA durch Punktrichterentscheidung gewonnen (2:1)
Halbfinale: gegen John McNally aus Irland durch Punktrichterentscheidung verloren (0:3), Rang 3

Federgewicht (bis 57 kg)
- Seo Byeong-ran
Runde 1: gegen Alfred Willommet aus der Schweiz durch Punktrichterentscheidung (3:0) gewonnen
Runde 2: gegen Ján Zachara aus der Tschechoslowakei durch Punktrichterentscheidung (0:3) verloren

Leichtgewicht (bis 60 kg)
- Ju Sang-jeom
Runde 1: gegen Leopold Potesil aus Österreich durch Punktrichterentscheidung (0:3) verloren

### Gewichtheben
Bantamgewicht (bis 56 kg)
- Kim Hae-nam
Finale: 295,0 kg, Rang 4
Militärpresse: 80,0 kg, Rang 8
Reißen: 95,0 kg, Rang 2
Stoßen: 120,0 kg, Rang 4

Federgewicht (bis 60 kg)
- Nam Su-il
Finale: 300,0 kg, Rang 11
Militärpresse: 90,0 kg, Rang 7
Reißen: 90,0 kg, Rang 14
Stoßen: 120,0 kg, Rang 8

Leichtgewicht (bis 67,5 kg)
- Kim Chang-hui
Finale: 345,0 kg, Rang 4
Militärpresse: 100,0 kg, Rang 7
Reißen: 105,0 kg, Rang 6
Stoßen: 140,0 kg, Rang 2

Mittelgewicht (bis 75 kg)
- Kim Seong-jip
Finale: 382,5 kg, Rang 3 
Militärpresse: 122,5 kg, Rang 1
Reißen: 112,5 kg, Rang 4
Stoßen: 147,5 kg, Rang 5

### Leichtathletik

#### Männer
200 m
- Eom Par-yong
Vorläufe: in Lauf 13 (Rang 5) mit 23,0 s (handgestoppt) bzw. 23,41 s (elektronisch) nicht für das Viertelfinale qualifiziert

Marathon
- Choi Chung-sik
2:41:23,0 h (+18:19,8 min), Rang 33

- Hong Jong-o
Wettkampf nicht beendet

- Choi Yun-chil
2:26:36,0 h (+3:32,8 min), Rang 4

Dreisprung
- Choi Yeong-gi
Qualifikation, Gruppe A: 14,44 m, Rang 9, Gesamtrang 18, nicht für das Finale qualifiziert
1. Sprung: 12,11 m
2. Sprung: 14,38 m
3. Sprung: 14,44 m

#### Frauen
Kugelstoßen
- Choi Myeong-suk
Qualifikation: 10,76 m, Rang 20, nicht für das Finale qualifiziert
1. Stoß: 10,54 m
2. Stoß: 10,32 m
3. Stoß: 10,76 m

### Radsport
Straßenrennen (190,4 km), Einzel
- Kim Ho-sun
Rennen nicht beendet

- Gwon Ik-hyeon
Rennen nicht beendet

- Im Sang-jo
Rennen nicht beendet

Straßenrennen (190,4 km), Mannschaft
- Kim Ho-sun, Gwon Ik-hyeon und Im Sang-jo
Rennen nicht beendet

### Reiten
Springreiten, Einzel
- Min Byeong-Seon
Finale: 59,75 Fehlerpunkte, Rang 44
1. Runde: 35,75 Fehlerpunkte, Rang 43
2. Runde: 24,00 Fehlerpunkte, Rang 45

### Ringen
Freistil, Leichtgewicht (bis 67 kg)
- O Tae-geun
nach Runde 2 mit sechs Minuspunkten ausgeschieden
Runde 1: gegen Heinrich Nettesheim aus Deutschland verloren (Schultersieg des Gegners)
Runde 2: gegen József Gál aus Ungarn verloren (0:3)